# Niki Demiller
Niki Demiller, né le 22 octobre 1988, est un compositeur et interprète français, connu tout d'abord pour avoir été la voix du groupe de rock adolescent The Brats, avant d'entamer une carrière solo, d'abord comme auteur-interprète puis comme compositeur, notamment de musique pour le cinéma. 

## Biographie
Niki Demiller naît le 22 octobre 1988 à Talence et découvre la musique très jeune, formant son premier groupe de rock à l'âge de 13 ans. 

### Les Brats
À seize ans à peine, il commence une carrière à succès avec le groupe Brats, figure de la tendance « baby-rockeur », dont il est le chanteur. Dans ce cadre, il se produit, encore adolescent, en première partie de Iggy and the Stooges au Zénith de Paris, ou encore des Buzzcocks au Printemps de Bourges. Le 21 janvier 2006 il est interviewé à la une culture du Parisien Val de Marne. Le 9 novembre 2006, il est invité sur le plateau de l'émission Ce soir (ou jamais !) en compagnie de Bernie Bonvoisin du groupe Trust. 
Après un premier album produit par Yarol Poupaud et une tournée avec les Wampas, le groupe se sépare en 2010. Le 7 mai 2010, Niki Demiller est invité sur le plateau du Grand journal par Michel Denisot, en compagnie de Philippe Manœuvre, pour faire le point sur les années baby-rockeur.

### En solo
Niki Demiller et Charlie H de Metal Urbain créent alors le Festival Rock Sur Marne à Saint-Maur-des-Fossés (Val-de-Marne). Ils y programment Catherine Ringer, La Femme, Les Wampas aux côtés de jeunes groupes de la ville. Niki Demiller s'y produit alors pour la première fois en solo. Le festival est un succès réunissant 9 000 visiteurs sur deux éditions.  
Parallèlement, Niki Demiller développe une carrière musicale en solo, en faisant le choix de la chanson française à texte, à rebours de ses jeunes années dans les Brats. 
Il sort en 2012 un premier EP, Tout va bien, qui ne rencontre pas le succès et le convainc de se détourner pour plusieurs années de la scène, pour aborder la musique d'une nouvelle façon. 
Après une longue parenthèse dans le milieu de l'entreprise, Niki Demiller revient en 2017 avec un nouvel EP, intitulé L'aventure, qui traite des thématiques inhérentes au monde du tertiaire et à l'uberisation de l'activité du service : « Une épopée en 4 titres sur la Défense et le blues du businessman, avec juste ce qu'il faut de dérision et d'esprit ludique pour en faire un objet pop ». 
L'apparition de cet univers insolite fait suite à une expérience en tant que VRP dans la publicité, métier qu'il a exercé entre la fin des Brats et sa reconversion en compositeur. 
Demiller décrit ainsi cet univers : 

« Je veux faire un concept album sur le monde du tertiaire, du service. J’ai bossé là-dedans pendant 10 ans, et j’ai tellement sillonné l’Île de France pour mon travail, circulé en Autolib, au bout d’un moment j’ai eu envie de raconter ça : le périphérique parisien, les chambres d’hôtel des VRP en déplacement, le rendez-vous commercial qui se joue comme un duel. »

Son univers musical est également proche de celui du groupe Mustang, et influencé par David Bowie, Brian Eno, les Talking Heads et Bertrand Burgalat. Il se dit également influencé par la lecture de Michel Houellebecq.
Le disque et notamment la chanson-titre (assortie d'un clip tourné à La Défense) fait l'objet d'un accueil favorable dans la presse spécialisée,. 
La même année, il collabore avec la chanteuse Victorine pour un nouveau clip, Silicon Valley, poursuivant son exploration ironique du monde des cadres urbains en perdition. Le duo se produit ensuite en concert, notamment aux Trois Baudets. 
En 2019 il présente le disque L'aventure à La Maroquinerie. Il se produit en première partie de Miossec sur l'une des scènes principales de la Fête de l'Humanité, et est l’un des trois lauréats de l'accompagnement artistique Zebrock de la Fête de l'Huma 2019. 
Il rejoue à la Fête de l'Humanité en 2020, déplacée à la Bellevilloise en raison de la crise sanitaire Covid 19.
Fin 2020, il publie un nouveau single intitulé L'Asphalte, assorti d'un clip, suivi début 2021 de Septembre à nouveau.  
Ce single est chroniqué dans l'émission Côté Club de France Inter, entre en playlist sur Radio France internationale et Niki Demiller est invité à l'émission Le grand soir de la Radio télévision suisse.
En avril 2021 paraît sur le label La Tebwa l'album qui synthétise cette nouvelle période : Autopsie de l'homme qui voulait vivre sa vie. Le titre est tiré d'un roman de Douglas Kennedy, et l'album contient notamment une participation du chanteur punk Didier Wampas. Ce concept-album incarne le « blues du tertiaire », des bullshit jobs et de la déshumanisation du monde de l'entreprise, décrit par Laurent Goumarre sur France Inter comme « le diagnostic d'une société du travail tertiaire en crise et d'une erreur de parcours professionnel qui est peut-être l'histoire de sa vie ». 
L'album fait l'objet de critiques élogieuses, notamment dans Rock & Folk, assortie d'un interview.

### Compositeur
En 2008, Niki Demiller s'était essayé une première fois à la composition de musique de film et avait composé et interprété le thème « La Danseuse » dans le film Je vous hais petites filles de Yann Gonzalez, qui fut sélectionné pour la Quinzaine des réalisateurs du Festival de Cannes 2008. 
En 2015 détenteur d'une bourse du Fongecif, il entreprend des études d'arrangement et orchestration à l'école Atla et devient compositeur pour le cinéma. Son mentor d'alors est le compositeur Thibault Renard, qui l'initie à la musicologie classique. Il écrit notamment bande originale du film Pacific Mermaid qu'il interprète en live au cinéma parisien Le Louxor. 
Il fait partie du jury Sacem sous la présidence de Juliette Binoche du Festival Premiers Plans d'Angers 2019. Cette même année, il est lauréat de la résidence Maison du film,  et des ateliers Musique et Cinéma du Moulin d'Andé.
En 2020 il obtient un double disque de platine en tant qu'auteur pour le morceau Désolée (Paris / Panam) du groupe italien Shanguy.
En 2024, il signe la musique du court-métrage Langue Maternelle de Mariame N'Diaye, nommé au Festival Côté Court de Pantin, à la Carte Blanche Maison du film Cannes Cinéma au Festival de Cannes 2024 et le prix du meilleur film francophone Dakar Court 2024, et sélectionné au Festival International du film de Santa Barbara. 
En novembre 2024 Niki Demiller remporte avec le rappeur Tuco Gadamn le prix de la meilleure bande originale pour Une Etoile Rouge Ne Meurt Jamais au Paris Podcast Festival. Ce podcast raconte l’histoire de la banlieue rouge, en opérant un parallèle entre sport et art de la scène : la musique quant à elle opère une rencontre entre rap et musique de chambre pour quatuor à cordes. En Juin 2024, il est nommé au prix de la meilleure musique au Festival Sœurs Jumelles pour son travail sur le long métrage Poster-Boy de Laurence Garret, produit par So-Cle et Aqua Alta.

## Filmographie
- Je vous hais petites filles, 2008, moyen-métrage de Yann Gonzalez (Produit par Sedna Films)
- Pacific Mermaid, 2016, moyen-métrage de Alexis Barbosa (Produit par Wattson Productions)
- S.O.S., 2020, court métrage de Sarah Hafner (Produit par Qui Vive Production et Canal +)
- Un Monde Sans crise, 2020, moyen-métrage de Ted Hardy-Carnac (Produit par La Belle Affaire Productions avec participation de OCS)
- Lionel, 2022, long métrage documentaire sur Lionel Jospin de Philippe Laumont, Jacques Torregano et Léonard Héliot (produit par Golgota Productions) 20 minutes, France Bleu, Le Parisien
- Youssou Et Malek, 2023, court-métrage de Simon Frenay (produit par La Belle Affaire Productions)
- Langue Maternelle, 2024, court-métrage de Mariame N'Diaye (produit par Golgota Productions)
- Les Jours Heureux, 2024, court-métrage de Johanna Legrand (produit par Orphée Films)
- Hélène et ses copines, 2024, court-métrage de Claire Bonnefoy (produit par Thierry Lounas et Capricci)
- J'ai traversé le désert, une arme à la main, 2024, long-métrage de Laurence Garret et Juan Manuel Sepúlveda (produit par Acqua Alta)
- Poster-Boy, 2024, de Laurence Garret (produit par So-Cle et Aqua Alta)

## Podcast et radio
- Itinéraire de l'homme qui voulait vivre sa vie, 2021, podcast de Niki Demiller, musique originale par Niki Demiller (produit par Radiovostok)
- Radio Bascule, 2021, composition du générique de l'émission sur Radiovostok par Niki Demiller (produit par le Théâtre Forum Meyrin)
- Original Soundtrack : En studio avec le compositeur du Bureau des Légendes, 2023, podcast de Niki Demiller (produit par Ground Control)
- Call Back, 2023, podcast de Anne-Claire Jaulin, musique originale par Niki Demiller (produit par Théâtre Mogador et Narrative)
- Une étoile rouge ne meurt jamais, 2024, podcast sur l'histoire du Redstar, de Nicolas Bigards, Niki Demiller & Christophe Payet avec Tuco Gadamn, musique originale par Niki Demiller et Tuco Gadamn (produit par Sonique Studio, Zebrock dans le cadre des Olympiades culturelles) So Foot

## Production
- 2022 : Ma mère s'appelle Françoise, LP de Nicolas Vidal, arrangement, orchestration et réalisation par Niki Demiller.

## Théâtre
- Lettres à Anne, 2024, d'Alice Faure, Céline Roux, tiré des correspondances d'Anne Pingeot et François Mitterrand, musique originale par Niki Demiller
- Comment la baleine eut un gosier, 2023, d'Alice Faure, musique originale par Niki Demiller (A360 Production & Théâtres de Saint-Malo)

## Discographie

### LP
- 2021 : Autopsie de l'homme qui voulait vivre sa vie (La Tebwa)

1. Septembre à Nouveau
2. Office Manager
3. L’Asphalte
4. Autopsie de l’homme qui voulait vivre sa vie
5. Call Center

1. Hyper Bipolaire (Burn-out) [avec Didier Wampas]
2. Déséducation
3. Tertiaire Blues
4. L’Aventure
5. La Sirène

### EP
- 2012 : Niki Demiller (Tout va bien) -- Believe Distribution Services
- 2018 : Niki Demiller (L'Aventure) -- La Tebwa

### Singles
- 2020 : L'Asphalte -- La Tebwa
- 2021 : Septembre à nouveau -- La Tebwa
- 2022 : Vesna Mirabeau[29] -- Studio d'Ikken en faveur des enfants d'Ukraine pour l'UNICEF

### Compilations
- 2018 : Niki Demiller (Noël Interdit) -- Les Inrockuptibles